# Pocosol
Pocosol är en ort i Costa Rica.   Den ligger i provinsen Alajuela, i den nordvästra delen av landet, 80 km nordväst om huvudstaden San José. Pocosol ligger 370 meter över havet och antalet invånare är 2 947.
Terrängen runt Pocosol är bergig. Runt Pocosol är det ganska tätbefolkat, med 62 invånare per kvadratkilometer. Närmaste större samhälle är La Fortuna, 12,0 km norr om Pocosol. Omgivningarna runt Pocosol är en mosaik av jordbruksmark och naturlig växtlighet.